# العلاقات السيراليونية النيكاراغوية
العلاقات السيراليونية النيكاراغوية هي العلاقات الثنائية التي تجمع بين سيراليون ونيكاراغوا.

## مقارنة بين البلدين
هذه مقارنة عامة ومرجعية للدولتين:
| وجه المقارنة                                              | سيراليون       | نيكاراغوا        |
| --------------------------------------------------------- | -------------- | ---------------- |
| المساحة (كم2)                                             | 71.74 ألف      | 130.38 ألف       |
| عدد السكان (نسمة)                                         | 7.56 مليون     | 6.22 مليون       |
| الكثافة السكانية (ن./كم²)                                 | 105.38         | 47.71            |
| العاصمة                                                   | فريتاون        | ماناغوا          |
| اللغة الرسمية                                             | لغة إنجليزية   | اللغة الإسبانية  |
| العملة                                                    | ليون سيراليوني | كوردبا نيكاراغوا |
| الناتج المحلي الإجمالي (بليون دولار)                      | 3.77 مليار     | 13.81 مليار      |
| الناتج المحلي الإجمالي (تعادل القوة الشرائية) بليون دولار | 10.13 مليار    | 31.63 مليار      |
| الناتج المحلي الإجمالي الاسمي للفرد دولار أمريكي          | 653            | 2.09 ألف         |
| الناتج المحلي الإجمالي للفرد دولار أمريكي                 | 1.97 ألف       | 4.92 ألف         |
| مؤشر التنمية البشرية                                      | 0.413          | 0.631            |
| رمز المكالمات الدولي                                      | +232           | +505             |
| رمز الإنترنت                                              | .sl            | .ni              |
| المنطقة الزمنية                                           | 00             | 00               |

## منظمات دولية مشتركة
يشترك البلدان في عضوية مجموعة من المنظمات الدولية، منها:
| علم المنظمة | اسم المنظمة                               | تاريخ انضمام سيراليون | تاريخ انضمام نيكاراغوا |
| ----------- | ----------------------------------------- | --------------------- | ---------------------- |
|             | مؤسسة التنمية الدولية                     | 13 نوفمبر 1962        | 30 ديسمبر 1960         |
|             | منظمة التجارة العالمية                    | ?                     | ?                      |
|             | مؤسسة التمويل الدولية                     | 10 سبتمبر 1962        | 20 يوليو 1956          |
|             | منظمة حظر الأسلحة الكيميائية              | ?                     | ?                      |
|             | الأمم المتحدة                             | 27 سبتمبر 1961        | 24 أكتوبر 1945         |
|             | الاتحاد الدولي للاتصالات                  | 30 ديسمبر 1961        | 12 مايو 1926           |
|             | منظمة الشرطة الجنائية الدولية             | ?                     | ?                      |
|             | البنك الدولي للإنشاء والتعمير             | 10 سبتمبر 1962        | 14 مارس 1946           |
|             | الاتحاد البريدي العالمي                   | ?                     | ?                      |
|             | المركز الدولي لتسوية المنازعات الاستشارية | 14 أكتوبر 1966        | 19 أبريل 1995          |
|             | وكالة ضمان الاستثمار متعدد الأطراف        | 20 يونيو 1996         | 12 يونيو 1992          |
|             | يونسكو                                    | 28 مارس 1962          | 22 فبراير 1952         |

## وصلات خارجية
- موقع وزارة الخارجية النيكاراغوية